# Ethisches Dilemma
In der Philosophie sind ethische Dilemmata, auch moralische Dilemmata genannt, Situationen, in denen ein Akteur unter zwei (oder mehr) widersprüchlichen moralischen Anforderungen steht, von denen keine die andere außer Kraft setzt. Eine eng verwandte Definition beschreibt ethische Dilemmata als Situationen, in denen jede verfügbare Option falsch ist. Der Begriff wird in der Alltagssprache auch in einem weiter gefassten Sinne verwendet und bezieht sich auf ethische Konflikte, die lösbar sein können, auf psychologisch schwierige Entscheidungen oder auf andere Arten von schwierigen ethischen Problemen. Der vorliegende Artikel behandelt ethische Dilemmata im streng philosophischen Sinne, welche oft als echte ethische Dilemmata bezeichnet werden. Es wurden verschiedene Beispiele vorgeschlagen, aber es besteht Uneinigkeit darüber, ob es sich dabei um echte oder nur scheinbare ethische Dilemmata handelt. Die zentrale Debatte um ethische Dilemmata dreht sich um die Frage, ob es überhaupt welche gibt. Die Befürworter verweisen oft auf scheinbare Beispiele, während ihre Gegner in der Regel darauf abzielen zu zeigen, dass ihre Existenz im Widerspruch zu sehr grundlegenden ethischen Prinzipien steht. Es gibt verschiedene Arten von ethischen Dilemmata. Eine wichtige Unterscheidung betrifft den Unterschied zwischen epistemischen Dilemmata, die dem Handelnden den möglicherweise falschen Eindruck eines unlösbaren Konflikts vermitteln, und tatsächlichen oder ontologischen Dilemmata. Es besteht weitgehende Einigkeit darüber, dass es epistemische Dilemmata gibt, aber das Hauptinteresse an ethischen Dilemmata findet auf der ontologischen Ebene statt. Traditionell gingen Philosophen davon aus, dass es eine Voraussetzung für gute Moraltheorien ist, frei von ethischen Dilemmata zu sein. Diese Annahme wurde jedoch in der zeitgenössischen Philosophie infrage gestellt.

## Definition
Ethische Dilemmata sind Situationen, in denen ein Handelnder unter zwei (oder mehr) widersprüchlichen ethischen Anforderungen steht, von denen keine die andere außer Kraft setzt. Zwei ethische Anforderungen stehen im Widerspruch zueinander, wenn der Handelnde entweder die eine oder die andere tun kann, aber nicht beide: Der Handelnde muss sich für die eine oder die andere entscheiden. Zwei kollidierende ethische Anforderungen setzen sich nicht gegenseitig außer Kraft, wenn sie die gleiche Stärke haben oder wenn es keinen ausreichenden ethischen Grund gibt, die eine der anderen vorzuziehen. Nur diese Art von Situation stellt ein ethisches Dilemma im streng philosophischen Sinne dar, was oft als echtes ethisches Dilemma bezeichnet wird. Andere Fälle ethischer Konflikte sind lösbar und daher streng genommen keine ethischen Dilemmata. Dies gilt auch für viele Fälle von Interessenkonflikten. So befindet sich beispielsweise ein Geschäftsmann, der am Ufer eines Sees zu einer Besprechung eilt, in einem ethischen Konflikt, als er in der Nähe des Ufers ein ertrinkendes Kind sieht. Dieser Konflikt ist jedoch kein echtes ethisches Dilemma, da es eine klare Lösung gibt: Der Sprung ins Wasser, um das Kind zu retten, überwiegt bei weitem die Wichtigkeit, rechtzeitig zur Besprechung zu erscheinen. Ausgeschlossen von dieser Definition sind auch Fälle, in denen es für den Handelnden lediglich psychologisch schwierig ist, eine Entscheidung zu treffen, beispielsweise aufgrund persönlicher Bindungen oder weil ihm das Wissen über die Konsequenzen der verschiedenen Alternativen fehlt.
Ethische Dilemmata werden manchmal nicht in Bezug auf widersprüchliche Pflichten definiert, sondern als das Fehlen einer richtigen Handlungsoption, da alle Alternativen falsch sind. Die beiden Definitionen sind für viele Zwecke gleichwertig, aber nicht für alle. So kann man z. B. die Auffassung vertreten, dass der Handelnde in ethischen Dilemmata die Freiheit hat, sich für eine der beiden Handlungsweisen zu entscheiden, dass also beide Alternativen richtig sind. Eine solche Situation stellt nach der ersten Definition immer noch ein ethisches Dilemma dar, da die widersprüchlichen Anforderungen ungelöst sind, nicht aber nach der zweiten Definition, da es eine richtige Handlungsweise gibt.

## Beispiele
Es wurden verschiedene Beispiele für ethische Dilemmata vorgeschlagen, aber es besteht Uneinigkeit darüber, ob es sich dabei um echte oder nur scheinbare ethische Dilemmata handelt. Eines der ältesten Beispiele stammt von Platon, der eine Situation skizziert, in welcher der Handelnde einem Freund versprochen hat, ihm eine Waffe zurückzugeben, welche er wahrscheinlich benutzen wird, um jemandem Schaden zuzufügen, da er nicht bei klarem Verstand ist. In diesem Beispiel steht die Pflicht, ein Versprechen zu halten, in Konflikt mit der Pflicht, zu verhindern, dass andere geschädigt werden. Es ist fraglich, ob es sich in diesem Fall um ein echtes ethisches Dilemma handelt, da die Pflicht, Schäden zu verhindern, das Versprechen eindeutig zu überwiegen scheint. Ein weiteres bekanntes Beispiel stammt von Jean-Paul Sartre, der die Situation eines seiner Studenten während der deutschen Besetzung Frankreichs beschreibt. Dieser Student stand vor der Wahl, entweder für die Befreiung seines Landes von den Deutschen zu kämpfen oder bei seiner Mutter zu bleiben und sich um sie zu kümmern, für die er nach dem Tod ihres anderen Sohnes der einzige Trost war. Der Konflikt besteht in diesem Fall zwischen einer persönlichen Pflicht gegenüber seiner Mutter und der Pflicht gegenüber seinem Land. Der Roman Sophies Entscheidung von William Styron präsentiert ein weiteres viel diskutiertes Beispiel. Darin zwingt ein Nazi-Wachmann Sophie, eines ihrer Kinder für die Hinrichtung auszuwählen, und fügt hinzu, dass beide hingerichtet werden, wenn sie sich weigert, sich zu entscheiden. Dieser Fall unterscheidet sich von den anderen Beispielen, bei denen die kollidierenden Pflichten unterschiedlicher Art sind. Diese Art von Fall wird als symmetrisch bezeichnet, da die beiden Pflichten zur gleichen Art gehören.

## Existenz ethischer Dilemmata
Das Problem der Existenz ethischer Dilemmata betrifft die Frage, ob es echte ethische Dilemmata gibt, im Gegensatz zu beispielsweise nur scheinbaren Dilemmata oder lösbaren Konflikten. Die traditionelle Position verneint ihre Existenz, aber in der zeitgenössischen Philosophie gibt es verschiedene Befürworter ihrer Existenz. Es gibt unterschiedliche Argumente für und gegen beide Seiten. Die Befürworter ethischer Dilemmata verweisen oft auf scheinbare Beispiele von Dilemmata, während ihre Gegner in der Regel darauf abzielen zu zeigen, dass ihre Existenz im Widerspruch zu sehr grundlegenden ethischen Prinzipien steht. Beide Seiten stehen vor der Herausforderung, diese widersprüchlichen Intuitionen miteinander in Einklang zu bringen.

### Argumente dafür
Beispiele für ethische Dilemmata sind recht häufig: im Alltag, in Geschichten oder Gedankenexperimenten. Bei genauerer Betrachtung kann sich in einigen dieser Beispiele herausstellen, dass unsere anfänglichen Intuitionen uns getäuscht haben und dass der betreffende Fall doch kein echtes Dilemma ist. Beispielsweise kann sich herausstellen, dass die vorgeschlagene Situation unmöglich ist, dass eine Option objektiv besser ist als die andere oder dass es eine zusätzliche Option gibt, die in der Beschreibung des Beispiels nicht erwähnt wurde. Aber damit die Argumentation der Befürworter Erfolg hat, genügt es, mindestens einen echten Fall zu haben. Dies stellt für die Gegner eine erhebliche Schwierigkeit dar, da sie nachweisen müssten, dass unsere Intuitionen nicht nur in einigen dieser Fälle falsch sind, sondern in allen. Eine Möglichkeit, für diese Behauptung zu argumentieren, besteht darin, sie als epistemische ethische Dilemmata zu kategorisieren, d. h. dass der Konflikt lediglich aufgrund des mangelnden Wissens des Handelnden unlösbar erscheint. Diese Position kann einigermaßen plausibel gemacht werden, da die Folgen selbst einfacher Handlungen oft zu weitreichend sind, als dass wir sie richtig vorhersehen könnten. Nach dieser Interpretation verwechseln wir unsere Ungewissheit darüber, welche Handlungsweise den anderen vorzuziehen ist, mit der Idee, dass dieser Konflikt auf ontologischer Ebene nicht lösbar ist.
Das Argument des moralischen Residuums (moral residue) ist ein weiteres Argument für ethische Dilemmata. Moralisches Residuum bezieht sich in diesem Zusammenhang auf rückwärtsgewandte Emotionen wie Schuld oder Reue. Diese Emotionen beruhen auf dem Eindruck, etwas Falsches getan zu haben oder der eigenen Pflicht nicht nachgekommen zu sein. In einigen Fällen von moralischem Residuum ist der Handelnde selbst verantwortlich, weil er eine schlechte Entscheidung getroffen hat, die er im Nachhinein bereut. Doch im Falle eines ethischen Dilemmas wird dies dem Handelnden aufgezwungen, egal wie er sich entscheidet. Das Durchleben der Erfahrung des moralischen Residuums ist nicht nur etwas, das dem Handelnden widerfährt, sondern es scheint sogar die angemessene emotionale Reaktion zu sein. Das Argument des moralischen Residuums nutzt diesen Gedankengang, um für ethische Dilemmata zu argumentieren, indem es behauptet, dass die Existenz ethischer Dilemmata die beste Erklärung dafür ist, warum moralisches Residuum in diesen Fällen die angemessene Reaktion ist. Die Gegner können mit dem Argument antworten, dass die angemessene Reaktion nicht Schuld, sondern Bedauern ist, wobei der Unterschied darin besteht, dass Bedauern nicht von den vorherigen Entscheidungen des Handelnden abhängig ist. Indem die Verbindung zu der möglicherweise dilemmatischen Entscheidung gekappt wird, verliert das ursprüngliche Argument seine Kraft. Ein weiteres Gegenargument lässt zu, dass Schuldgefühle die angemessene emotionale Reaktion sind, bestreitet aber, dass dies auf die Existenz eines zugrunde liegenden ethischen Dilemmas hinweist. Diese Argumentationslinie kann plausibel gemacht werden, indem man auf andere Beispiele hinweist, wie Fälle, in denen Schuldgefühle angemessen sind, obwohl es überhaupt keine Entscheidung gab.

### Argumente dagegen
Einige der stärksten Argumente gegen ethische Dilemmata gehen von sehr allgemeinen ethischen Prinzipien aus und versuchen zu zeigen, dass diese Prinzipien mit der Existenz ethischer Dilemmata unvereinbar sind, dass ihre Existenz also einen Widerspruch darstellen würde.
Ein solches Argument beruht auf dem Agglomerationsprinzip und dem Grundsatz, dass Sollen Können impliziert. Laut dem Agglomerationsprinzip gilt: Wenn ein Handelnder eine Sache tun soll und eine andere Sache tun soll, dann soll er beide Sachen tun. Gemäß dem Grundsatz, dass Sollen Können impliziert, gilt: Wenn ein Handelnder beide Sachen tun soll, dann kann er beide Sachen tun. Wenn er aber beides tun kann, gibt es keinen Konflikt zwischen den beiden Handlungsweisen und somit auch kein Dilemma. Für die Befürworter kann es notwendig sein, entweder das Agglomerationsprinzip oder das Sollen-Können-Prinzip zu verneinen. Beides ist problematisch, da diese Prinzipien ziemlich grundlegend sind.
Eine andere Argumentationslinie bestreitet, dass es unlösbare ethische Konflikte gibt. Eine solche Sichtweise mag akzeptieren, dass wir verschiedene Pflichten haben, die manchmal miteinander in Konflikt geraten können. Dies ist jedoch nicht problematisch, solange es immer eine Pflicht gibt, die den anderen überwiegt; siehe auch Güterabwägung. Es wurde vorgeschlagen, dass die verschiedenen Arten von Pflichten in eine Hierarchie eingeordnet werden können. So hätte in Konfliktfällen die höhere Pflicht immer Vorrang vor niederen, z. B. dass es immer wichtiger ist, die Wahrheit zu sagen, als ein Versprechen zu halten. Ein Problem bei diesem Ansatz besteht darin, dass er symmetrische Fälle nicht lösen kann: wenn zwei Pflichten desselben Typs miteinander in Konflikt stehen. Ein weiteres Problem für eine solche Position ist, dass das Gewicht der verschiedenen Arten von Pflichten situationsspezifisch zu sein scheint: In einigen Konfliktfällen sollten wir eher die Wahrheit sagen als ein Versprechen halten, aber in anderen Fällen ist das Gegenteil der Fall. Dies ist beispielsweise die Position von W. D. Ross, der zufolge wir eine Reihe verschiedener Pflichten haben und über deren relatives Gewicht wir je nach der spezifischen Situation entscheiden müssen. Aber ohne weitere Argumente setzt dieser Gedankengang die Wahrheit der eigenen Position im Streit mit den Verteidigern ethischer Dilemmata unbegründet voraus, da diese einfach die Behauptung bestreiten können, dass alle Konflikte auf diese Weise gelöst werden können.
Eine weitere Art von Argumenten geht von der Natur von Moraltheorien aus. Laut verschiedenen Autoren ist es eine Voraussetzung für gute Moraltheorien, dass sie handlungsleitend sind, indem sie in jeder Situation empfehlen können, was getan werden soll. Dies ist jedoch nicht möglich, wenn es um ethische Dilemmata geht. Diese Intuitionen über das Wesen guter Moraltheorien unterstützen also indirekt die Behauptung, dass es keine ethischen Dilemmata gibt.

## Arten
Es treten verschiedene Arten von ethischen Dilemmata auf. Die Unterscheidung zwischen diesen Arten ist oft wichtig für Meinungsverschiedenheiten darüber, ob es ethische Dilemmata gibt oder nicht. Bestimmte Argumente für oder gegen ihre Existenz gelten möglicherweise nur für einige Arten, aber nicht für andere. Und nur einige Arten, wenn überhaupt, stellen echte ethische Dilemmata dar.

### Epistemisch oder ontologisch
Bei epistemischen ethischen Dilemmata ist dem Handelnden nicht klar, was er tun soll, weil er nicht erkennen kann, welche moralische Anforderung Vorrang hat. Viele Entscheidungen im Alltag, von der trivialen Wahl zwischen unterschiedlich verpackten Bohnendosen im Supermarkt bis hin zu lebensverändernden Berufswahlen, beinhalten diese Form der Ungewissheit. Aber unlösbare Konflikte auf der epistemischen Ebene können existieren, ohne dass es tatsächlich unlösbare Konflikte gibt und umgekehrt.
Das Hauptinteresse an ethischen Dilemmata betrifft die ontologische Ebene: ob es tatsächlich unlösbare Konflikte zwischen moralischen Anforderungen gibt, und nicht nur, ob der Handelnde dies glaubt. Auf der ontologischen Ebene treten auch die meisten theoretischen Meinungsverschiedenheiten auf, da sowohl Befürworter als auch Gegner ethischer Dilemmata sich in der Regel einig sind, dass es epistemische ethische Dilemmata gibt. Diese Unterscheidung wird manchmal als Argument gegen die Existenz ethischer Dilemmata verwendet, indem man behauptet, dass alle scheinbaren Beispiele in Wahrheit epistemischer Natur sind. In einigen Fällen kann dies dadurch gezeigt werden, wie der Konflikt gelöst wird, sobald die relevanten Informationen vorliegen. Es kann jedoch auch Fälle geben, in denen der Handelnde nicht in der Lage ist, Informationen zu erlangen, die das Problem lösen würden, manchmal als stabile epistemische ethische Dilemmata bezeichnet.

### Selbst auferlegt oder von der Welt auferlegt
Der Unterschied zwischen selbst auferlegten (self-imposed) und von der Welt auferlegten (world-imposed) ethischen Dilemmata betrifft die Quelle der kollidierenden Anforderungen. Im selbst auferlegten Fall ist der Handelnde selbst für den Konflikt verantwortlich. Ein gängiges Beispiel in dieser Kategorie ist die Abgabe von zwei unvereinbaren Versprechen, z. B. an zwei Veranstaltungen teilzunehmen, die gleichzeitig an weit entfernten Orten stattfinden. Im von der Welt auferlegten Fall hingegen wird der Handelnde in das Dilemma hineingeworfen, ohne dafür verantwortlich zu sein. Der Unterschied zwischen diesen beiden Typen ist für Moraltheorien von Bedeutung. Traditionell vertraten die meisten Philosophen die Auffassung, dass ethische Theorien frei von ethischen Dilemmata sein sollten, dass also Moraltheorien, die die Existenz ethischer Dilemmata zulassen oder implizieren, irgendwie fehlerhaft sind. Im schwachen Sinne richtet sich dieses Verbot nur gegen die von der Welt auferlegten Dilemmata. Das bedeutet, dass alle Dilemmata von Handelnden vermieden werden, die sich streng an die betreffende Moraltheorie halten. Nur Handelnde, die von den Empfehlungen der Theorie abweichen, können in ethische Dilemmata geraten. Einige Philosophen haben jedoch argumentiert, dass diese Anforderung zu schwach ist und dass die Moraltheorie in der Lage sein sollte, in jeder Situation eine Anleitung zu geben. Dieser Gedankengang folgt der Intuition, dass es für die Reaktion auf eine Situation nicht relevant ist, wie diese zustande gekommen ist. Befindet sich der Handelnde also in dem selbst auferlegten ethischen Dilemma, entscheiden zu müssen, welches Versprechen er brechen soll, so müsste es gewisse Überlegungen geben, warum es richtig ist, das eine Versprechen zu brechen und nicht das andere. Utilitaristen können beispielsweise argumentieren, dass dies davon abhängt, welches gebrochene Versprechen allen Beteiligten den geringsten Schaden zufügt.

### Gebot oder Verbot
Ein Gebot ist eine ethische Anforderung, auf eine bestimmte Weise zu handeln, während ein Verbot eine ethische Anforderung ist, eine bestimmte Handlungsweise zu unterlassen. Die meisten Diskussionen über ethische Dilemmata konzentrieren sich auf Gebotsdilemmata: Sie beinhalten zwei widersprüchliche Handlungen, zu deren Ausführung der Handelnde ethisch verpflichtet ist. Verbotsdilemmata hingegen sind Situationen, in denen keine Handlungsweise erlaubt ist. Es wurde argumentiert, dass viele Argumente gegen ethische Dilemmata nur in Bezug auf Gebotsdilemmata erfolgreich sind, nicht aber gegen Verbotsdilemmata.

### Einzelner Handelnder oder mehrere Handelnde
Ethische Dilemmata beinhalten zwei Handlungsoptionen, die beide obligatorisch sind, aber miteinander in Konflikt stehen: Es ist nicht möglich, beide Handlungen auszuführen. In normalen Fällen mit nur einem Handelnden hat diese Person die beiden widersprüchlichen Pflichten. In Fällen mit mehreren Handelnden sind die Handlungen immer noch unvereinbar, aber die Pflichten betreffen verschiedene Personen. Beispielsweise können zwei Kandidaten, die an einem Wettbewerb teilnehmen, beide die Pflicht haben, zu gewinnen, wenn sie dies ihren Familien versprochen haben. Diese beiden Pflichten, die verschiedene Personen betreffen, sind miteinander unvereinbar, da es nur einen Gewinner geben kann.

### Weitere Arten
Ethische Dilemmata lassen sich nach den Arten von Pflichten unterteilen, die miteinander in Konflikt stehen. Rushworth Kidder schlägt zum Beispiel vor, vier Konfliktmuster zu unterscheiden: „Wahrheit gegen Loyalität, Individuum gegen Gemeinschaft, kurzfristig gegen langfristig und Gerechtigkeit gegen Tugend“. Diesen Fällen von Konflikten zwischen verschiedenen Pflichtarten können Konflikte gegenübergestellt werden, bei denen eine Pflichtart mit sich selbst kollidiert, beispielsweise wenn ein Konflikt zwischen zwei langfristigen Pflichten besteht. Solche Fälle werden oft als symmetrische Fälle bezeichnet. Der Begriff „Problem der schmutzigen Hände“ bezieht sich auf eine andere Form ethischer Dilemmata, die insbesondere politische Führungskräfte betrifft, die sich vor die Wahl gestellt sehen, gegen allgemein anerkannte Moralvorstellungen zu verstoßen, um ein größeres Gesamtwohl zu erreichen.